# Lampropteryx
Lampropteryx är ett släkte av fjärilar som beskrevs av James Francis Stephens 1831. Lampropteryx ingår i familjen mätare, Geometridae.

## Dottertaxa tillLampropteryx, i alfabetisk ordning[1][2]
- Lampropteryx argentilineata (Moore, 1868)
  - Lampropteryx argentilineata argentilineata (Moore, 1868)
- Lampropteryx argentilineata nitidaria (Leech, 1897)
- Lampropteryx chalybearia (Moore, 1868)
- Lampropteryx jameza (Butler, 1898)
- Lampropteryx minna (Butler, 1881)
- Lampropteryx moroessa (Prout, 1932)
- Lampropteryx nishizawai Sato, 1990
- Lampropteryx otregiata (Metcalfe, 1917), Skogskärrsfältmätare
- Lampropteryx siderifera (Moore, 1888)
- Lampropteryx suffumata ([Denis & Schiffermüller], 1775), Vågbandad fältmätare
- Lampropteryx synthetica Prout, 1922

## Bildgalleri

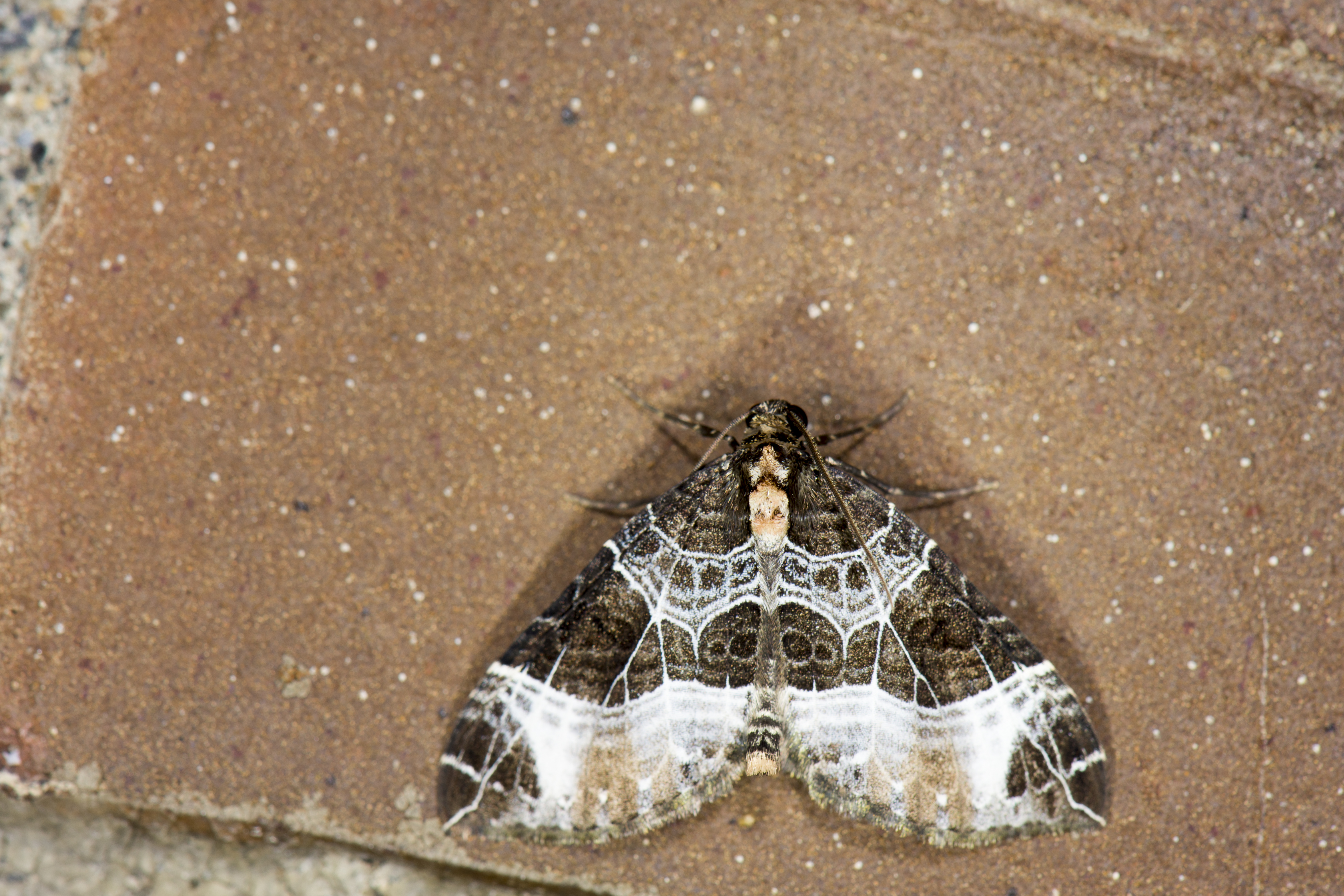
Lampropteryx argentilineata
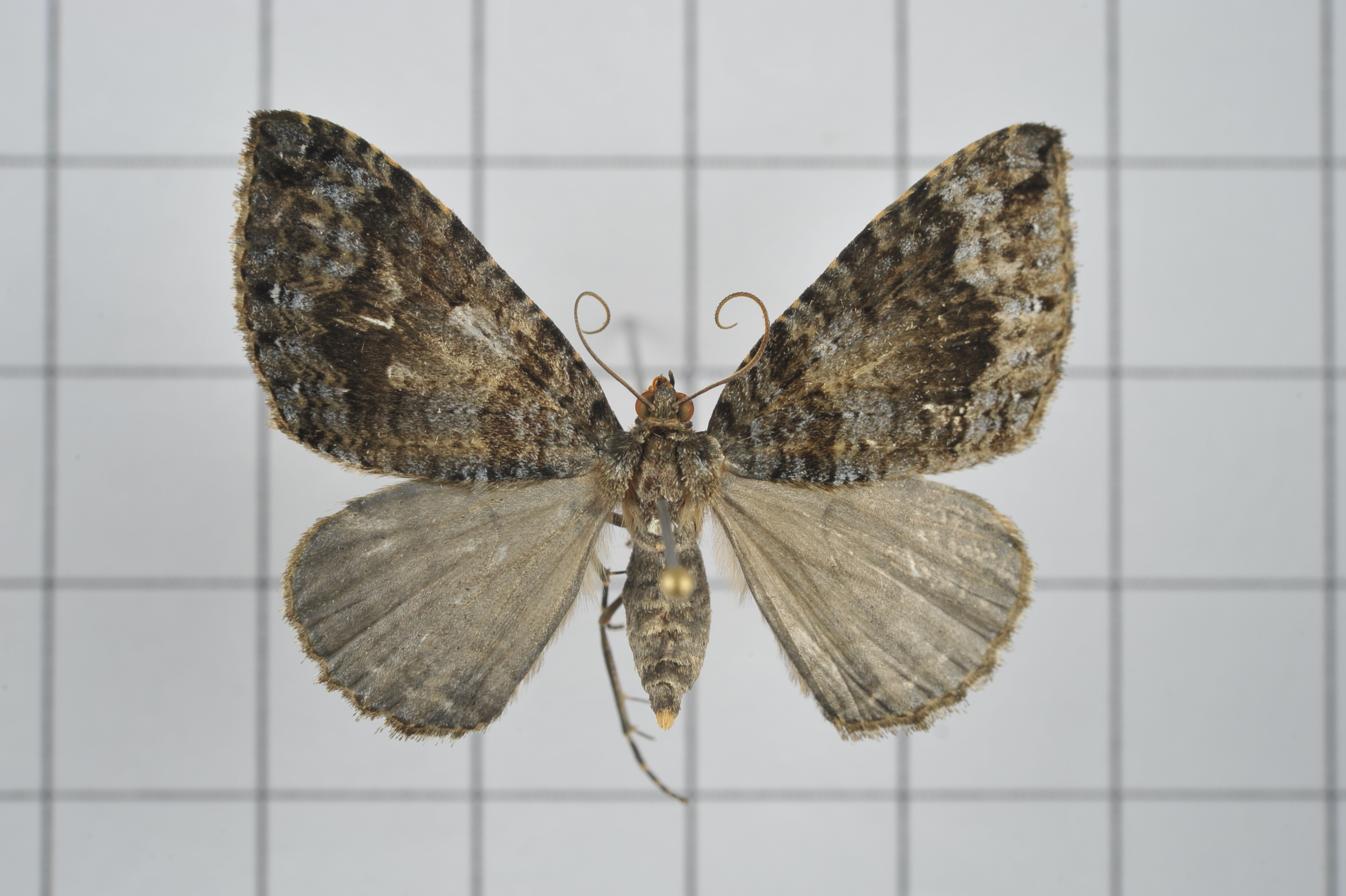
Lampropteryx chalybeari
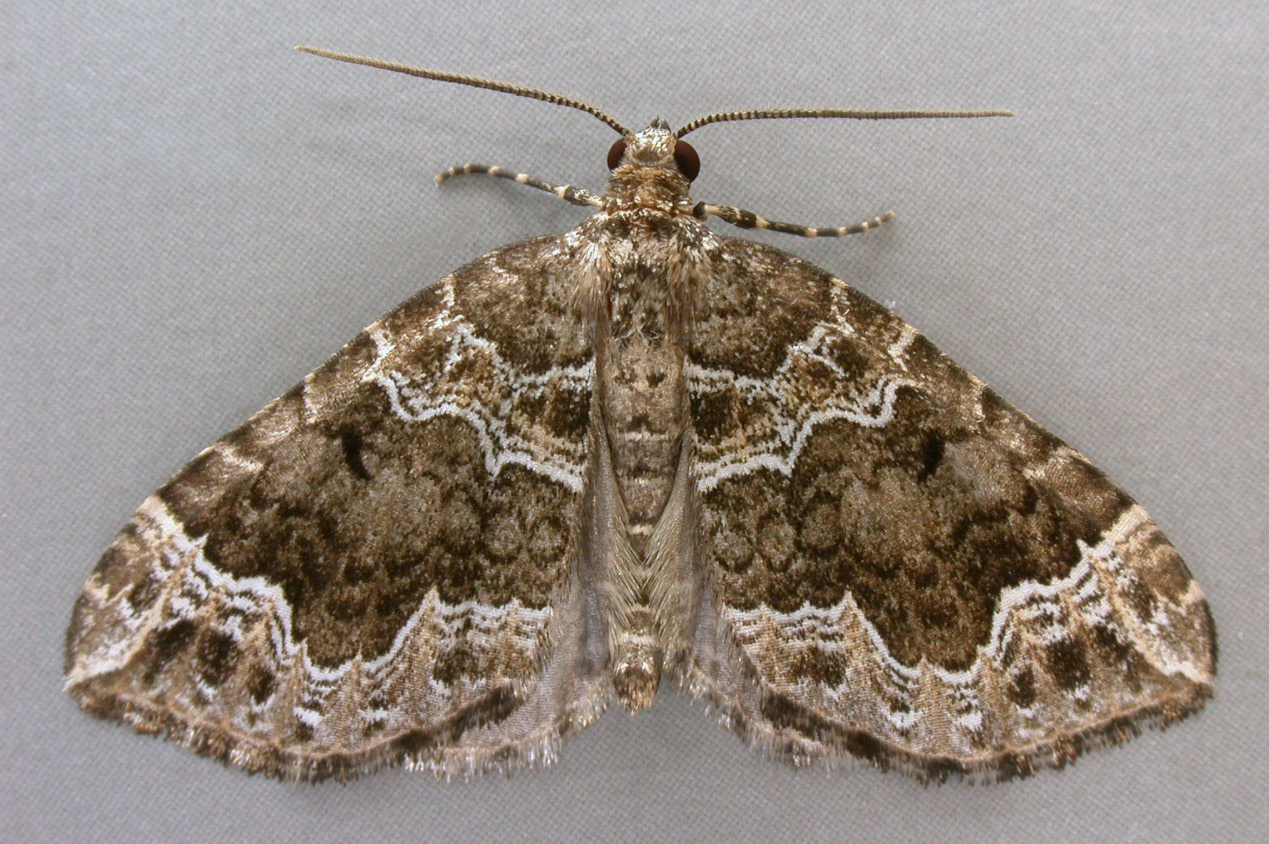
Skogskärrsfältmätare, Lampropteryx otregiata
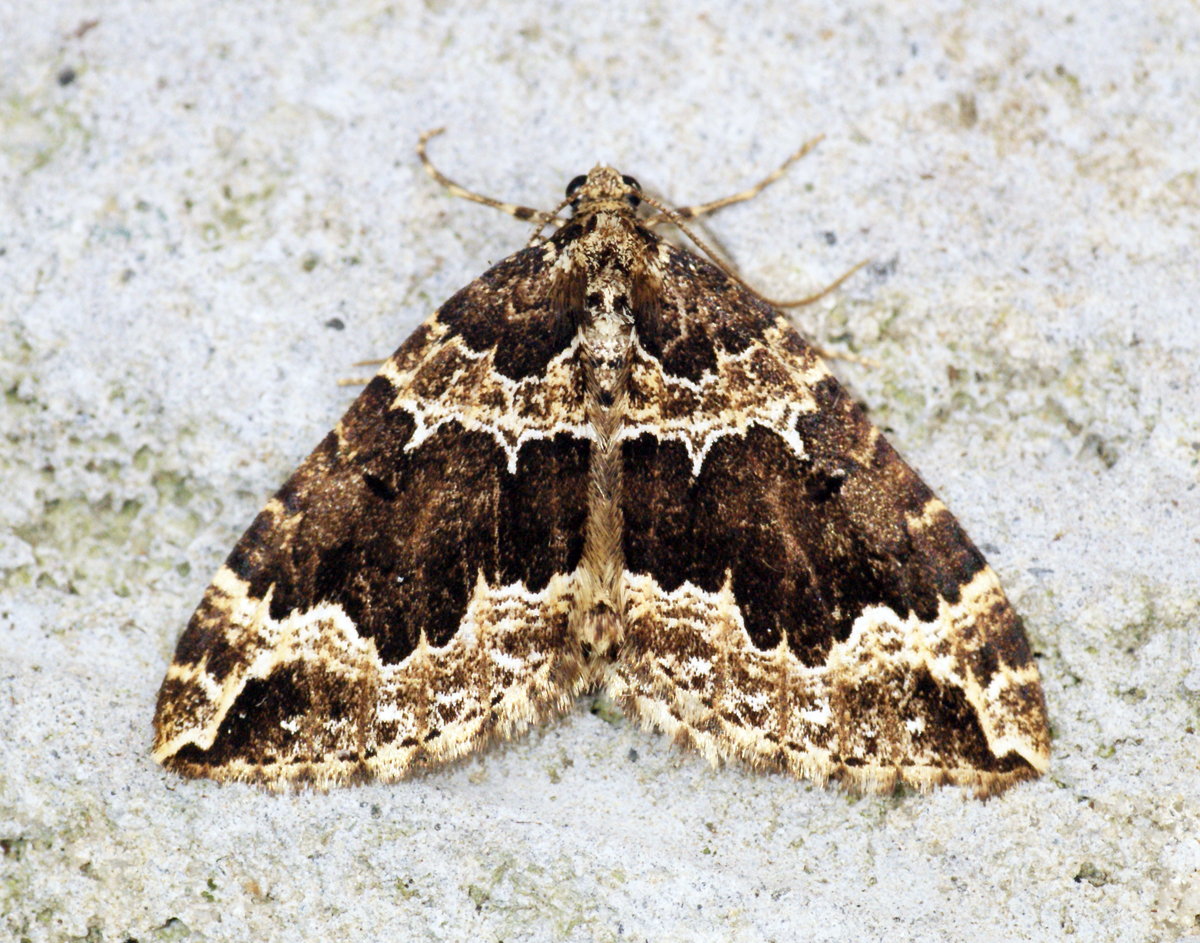
Vågbandad fältmätare, Lampropteryx suffumata
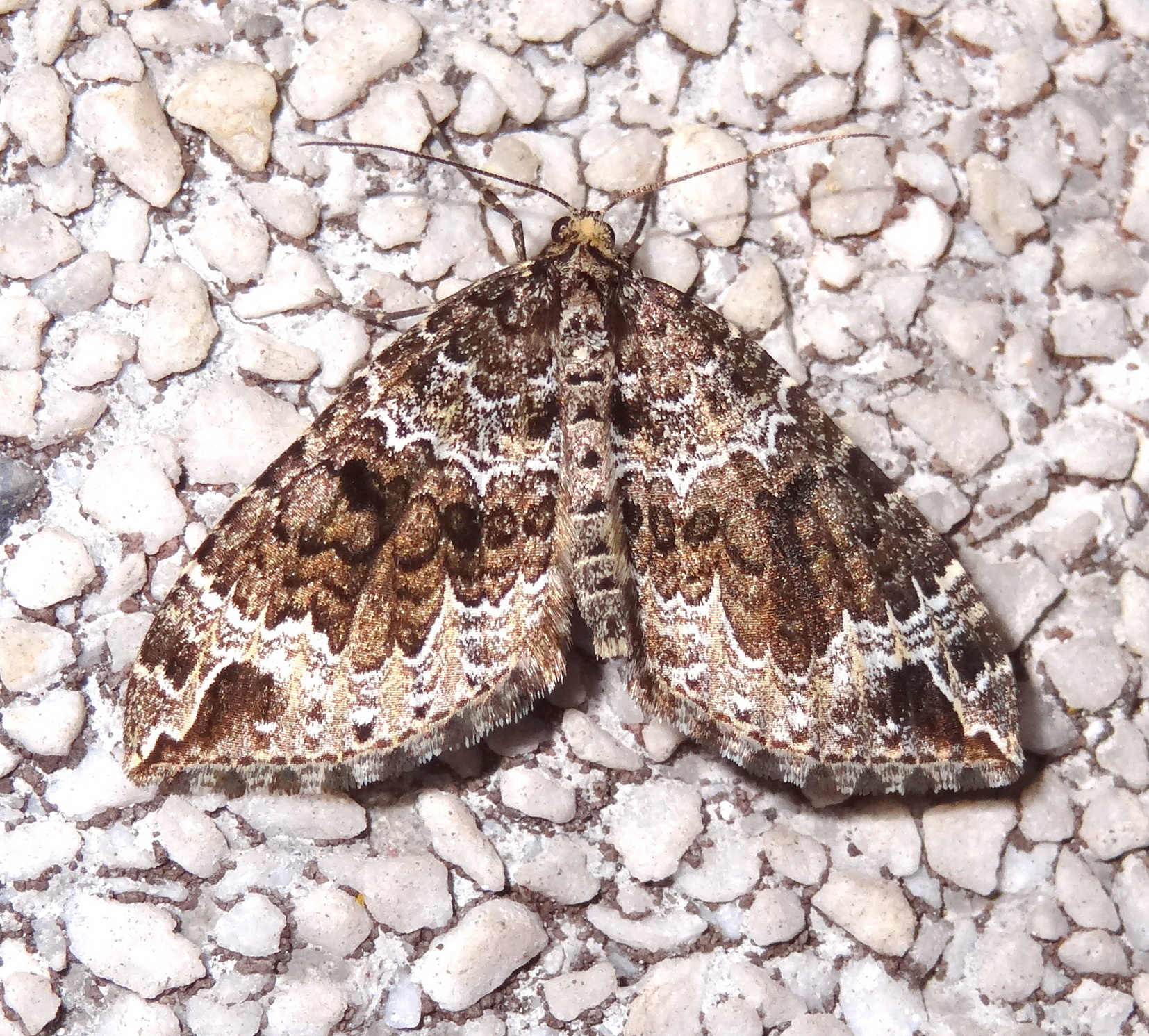
Lampropteryx synthetica